# Division Nationale 2006-2007
La Division Nationale 2006-2007 è stata la novantatreesima edizione della massima serie del campionato lussemburghese di calcio. È iniziata il 5 agosto 2006 e si è conclusa il 30 maggio 2007. Il F91 Dudelange ha vinto il campionato per la sesta volta, la terza consecutiva. Capocannoniere del torneo è stato Daniel da Mota, calciatore dell'Etzella Ettelbruck, con 24 reti.

## Stagione

### Novità
Dalla Division Nationale 2005-2006 erano stati retrocessi il Rumelange e l'Avenir Beggen, mentre dalla Éirepromotioun 2005-2006 erano stati promossi il Differdange 03, Progrès Niedercorn, il Mondercange e il Mamer 32, aumentando il numero di squadre partecipanti da 12 a 14.

### Formula
Il campionato cambiò formula, abbandonando la doppia fase. Le quattordici squadre partecipanti si sono affrontate in un girone all'italiana con partite di andata e ritorno per un totale di 26 giornate. Al termine del campionato la prima classificata era designata campione del Lussemburgo e ammessa al primo turno preliminare della UEFA Champions League 2007-2008. La squadra seconda classificata veniva ammessa in Coppa UEFA 2007-2008, assieme alla vincitrice della coppa nazionale. Un ulteriore posto veniva assegnato per la partecipazione alla Coppa Intertoto 2007. Le ultime due classificate venivano retrocesse direttamente in Éirepromotioun, mentre la dodicesima classificata affrontava la terza classificata in Éirepromotioun in un play-off promozione/retrocessione.

## Squadre partecipanti
| Squadra            | Città            | Stagione precedente                                          |
| ------------------ | ---------------- | ------------------------------------------------------------ |
| Differdange 03     | Differdange      | 1º posto in Éirepromotioun                                   |
| Etzella Ettelbruck | Ettelbruck       | 3º posto nella Division Nationale                            |
| F91 Dudelange      | Dudelange        | Campione del Lussemburgo                                     |
| Grevenmacher       | Grevenmacher     | 4º posto nella Division Nationale                            |
| Jeunesse Esch      | Esch-sur-Alzette | 2º posto nella Division Nationale                            |
| Käerjeng 97        | Bascharage       | 2º posto nel girone retrocessione B della Division Nationale |
| Mamer 32           | Mamer            | 4º posto in Éirepromotioun                                   |
| Mondercange        | Mondercange      | 3º posto in Éirepromotioun                                   |
| Pétange            | Pétange          | 1º posto nel girone retrocessione B della Division Nationale |
| Progrès Niedercorn | Niederkorn       | 2º posto in Éirepromotioun                                   |
| RU Luxembourg      | Lussemburgo      | 2º posto nel girone retrocessione A della Division Nationale |
| Swift Hesperange   | Hesperange       | 3º posto nel girone retrocessione A della Division Nationale |
| Victoria Rosport   | Rosport          | 3º posto nel girone retrocessione B della Division Nationale |
| Wiltz 71           | Wiltz            | 1º posto nel girone retrocessione A della Division Nationale |

## Classifica finale
|  | Pos. | Squadra            | Pt | G  | V  | N | P  | GF | GS | DR  |
|  | ---- | ------------------ | -- | -- | -- | - | -- | -- | -- | --- |
|  | 1.   | F91 Dudelange      | 65 | 26 | 21 | 2 | 3  | 71 | 20 | +51 |
|  | 2.   | Etzella Ettelbruck | 52 | 26 | 16 | 4 | 6  | 60 | 30 | +30 |
|  | 3.   | Differdange 03     | 48 | 26 | 14 | 6 | 6  | 71 | 41 | +30 |
|  | 4.   | RU Luxembourg      | 41 | 26 | 11 | 8 | 7  | 52 | 35 | +17 |
|  | 5.   | Swift Hesperange   | 41 | 26 | 11 | 8 | 7  | 40 | 28 | +12 |
|  | 6.   | Grevenmacher       | 41 | 26 | 11 | 8 | 7  | 43 | 34 | +9  |
|  | 7.   | Progrès Niedercorn | 35 | 26 | 10 | 5 | 11 | 53 | 61 | -8  |
|  | 8.   | Käerjeng 97        | 34 | 26 | 10 | 4 | 12 | 38 | 51 | -13 |
|  | 9.   | Jeunesse Esch      | 32 | 26 | 9  | 5 | 12 | 29 | 34 | -5  |
|  | 10.  | Pétange            | 32 | 26 | 8  | 8 | 10 | 29 | 38 | -9  |
|  | 11.  | Wiltz 71           | 31 | 26 | 9  | 4 | 13 | 31 | 38 | -7  |
|  | 12.  | Victoria Rosport   | 27 | 26 | 7  | 6 | 13 | 28 | 47 | -19 |
|  | 13.  | Mondercange        | 18 | 26 | 4  | 6 | 16 | 23 | 59 | -36 |
|  | 14.  | Mamer 32           | 9  | 26 | 1  | 6 | 19 | 19 | 71 | -52 |

Legenda:
      Campione del Lussemburgo e ammessa alla UEFA Champions League 2007-2008.
      Ammessa alla Coppa UEFA 2007-2008.
      Ammessa alla Coppa Intertoto 2007.
 Ammessa ai play-off promozione/retrocessione.
      Retrocessa in Éirepromotioun 2007-2008.
Note:
Tre punti a vittoria, uno a pareggio, zero a sconfitta.

## Spareggio promozione-retrocessione
|                  | Risultati |           | Luogo e data               |
| ---------------- | --------- | --------- | -------------------------- |
| Victoria Rosport | 2 - 0     | Fola Esch | Hesperange, 30 maggio 2007 |
|                  |           |           |                            |

## Statistiche

### Classifica marcatori
| Gol |  |  | Giocatore         | Squadra            |
| --- |  |  | ----------------- | ------------------ |
| 24  |  |  | Daniel da Mota    | Etzella Ettelbruck |
| 23  |  |  | Pierre Piskor     | Differdange 03     |
| 22  |  |  | Joris Di Gregorio | F91 Dudelange      |
| 16  |  |  | Yannick Bianchini | RU Luxembourg      |
| 16  |  |  | Soriba Camara     | Progrès Niedercorn |
| 16  |  |  | Didier Chaillou   | Progrès Niedercorn |